# Sphenomorphus woodfordi
Sphenomorphus woodfordi este o specie de șopârle din genul Sphenomorphus, familia Scincidae, descrisă de Boulenger 1887. Conform Catalogue of Life specia Sphenomorphus woodfordi nu are subspecii cunoscute.